# Kyaw Moe Tun
Kyaw Moe Tun (tiếng Miến Điện: ကျော် မိုး ထွန်း; sinh ngày 28 tháng 7 năm 1969) là một nhà ngoại giao người Myanmar, hiện là Đại diện Thường trực của Myanmar tại Liên Hợp Quốc. Trước khi được bổ nhiệm vào vị trí này, ông từng là Tổng giám đốc các Tổ chức Quốc tế và Ủy ban Phát triển Kinh tế thuộc Bộ Ngoại giao từ năm 2016 đến năm 2018.

## Cuộc sống ban đầu và giáo dục
Kyaw Moe Tun sinh ngày 28 tháng 7 năm 1969. Ông có bằng Cử nhân Quan hệ Quốc tế tại Đại học Yangon và Thạc sĩ Quản trị Kinh doanh tại Đại học Quốc tế Nhật Bản. Cha ông là thành viên của một đảng xã hội chủ nghĩa, đảng này liên quan đến lãnh đạo quân sự đã tổ chức cuộc đảo chính đầu tiên của Myanmar vào năm 1962, mở ra gần nửa thế kỷ khiến Myanmar bị giới quân sự quản lý theo chủ nghĩa biệt lập.

## Sự nghiệp
Ông gia nhập Bộ Ngoại giao vào tháng 11 năm 1993 với tư cách là người đứng đầu chi nhánh/ bí thư thứ ba. Ông từng là Bí thư thứ ba / thứ hai tại Đại sứ quán Myanmar tại Jakarta, Indonesia từ năm 1997 đến 2001 và được bổ nhiệm làm Bí thư thứ ba/thứ hai tại Đại sứ quán Myanmar ở Jakarta, Indonesia từ tháng 7 năm 1997 đến tháng 5 năm 2001. Sau Indonesia, ông làm trợ lý Vụ trưởng Vụ Lễ tân thuộc Bộ Ngoại giao từ năm 2001 đến năm 2002. Từ tháng 7 năm 2005 đến tháng 1 năm 2009, ông là thư ký thứ nhất tại Phái đoàn thường trực Myanmar tại Liên Hợp Quốc ở New York.
Sau đó, Kyaw Moe Tun được điều động đến Đại sứ quán Myanmar tại Singapore với tư cách là Tham tán/Cố vấn Bộ trưởng từ năm 2011 đến năm 2012. Ông giữ chức Tham tán Bộ trưởng tại Phái bộ thường trực của Myanmar tại Liên Hợp Quốc từ tháng 4 năm 2012 đến tháng 3 năm 2015. Tháng 1 năm 2015, ông được bổ nhiệm giữ chức vụ Giám đốc các Tổ chức Quốc tế và Ủy ban Phát triển Kinh tế, rồi thăng chức Phó Tổng giám đốc vào tháng 3 năm 2015 và Tổng giám đốc vào tháng 9 năm 2016.
Vào ngày 28 tháng 7 năm 2018, Kyaw Moe Tun được bổ nhiệm làm Đại diện Thường trực của Myanmar tại Văn phòng Liên hợp quốc và các tổ chức quốc tế khác tại Geneva, cũng như Hội nghị giải trừ quân bị. Ông còn là Đại sứ tại Thụy Sĩ và Đại diện Thường trực tại Tổ chức Thương mại Thế giới (WTO) và Tổ chức Cấm Vũ khí Hóa học (OPCW).
Ngày 20 tháng 10 năm 2020, ông được bổ nhiệm làm Đại diện thường trực của Myanmar tại Văn phòng Liên Hợp Quốc và các tổ chức quốc tế khác tại New York.

### Đảo chính Myanmar 2021
Sau cuộc đảo chính Myanmar năm 2021, Kyaw Moe Tun đã có bài phát biểu tại Đại hội đồng Liên Hợp Quốc vào ngày 26 tháng 2 năm 2021, kêu gọi quốc tế cùng hành động để chống lại chế độ quân sự. Ông nói:
"Chúng ta cần có những hành động mạnh mẽ hơn nữa từ cộng đồng quốc tế để chấm dứt ngay lập tức cuộc đảo chính quân sự, chấm dứt việc áp bức người dân vô tội, trả lại quyền lực nhà nước cho nhân dân và khôi phục nền dân chủ."

 Sau bài phát biểu kêu gọi đó, ông đã bị chính quyền quân sự sa thải. Nhưng Kyaw Moe Tun nêu ý định tiếp tục đại diện cho chính phủ dân chủ của Myanmar. Vào ngày 1 tháng 3 năm 2021, ông đã gửi thư cho Chủ tịch Đại hội đồng và António Guterres, nói rằng ông đại diện cho chính phủ "hợp pháp" của đất nước và vẫn là đại sứ của Myanmar. Ngày hôm sau, chính quyền quân sự chỉ định cấp phó của ông, Tin Maung Naing, làm Đại diện thường trực mới trong lá thư gửi cho Tổng thư ký Liên Hợp Quốc Guterres. Dù vậy, Tin Maung Naing đã từ chức chỉ sau một hôm, và phái bộ Myanmar vẫn công nhận Kyaw Moe Tun là Đại diện thường trực của nước này tại Liên Hợp Quốc.
Một tòa án ở Myanmar vào ngày 18 tháng 3 đã phát lệnh bắt Kyaw Moe Tun vì "tội phản quốc", song ông tuyên bố mình "tự hào" khi bị chính quyền quân sự cáo buộc tội danh này.

## Đời tư
Ông đã kết hôn và có hai người con.